# Club Atlético Colón 2017-2018

## Rosa
| N. |                      | Ruolo | Calciatore         |
| -- | -------------------- | ----- | ------------------ |
| 2  | Argentina (bandiera) | D     | Gustavo Toledo     |
| 3  | Argentina (bandiera) | D     | Clemente Rodríguez |
| 4  | Argentina (bandiera) | D     | Lucas Ceballos     |
| 5  | Argentina (bandiera) | C     | Matías Fritzler    |
| 6  | Argentina (bandiera) | D     | Emanuel Olivera    |
| 8  | Argentina (bandiera) | C     | Jonathan Galván    |
| 9  | Argentina (bandiera) | A     | Nicolás Leguizamón |
| 10 | Argentina (bandiera) | C     | Cristian Guanca    |
| 11 | Argentina (bandiera) | A     | Javier Correa      |
| 12 | Uruguay (bandiera)   | A     | Diego Vera         |
| 14 | Argentina (bandiera) | C     | Adrián Bastía      |
| 15 | Argentina (bandiera) | C     | Mariano González   |
| 18 | Argentina (bandiera) | C     | Facundo Silva      |

| N. |                      | Ruolo | Calciatore              |
| -- | -------------------- | ----- | ----------------------- |
| 19 | Argentina (bandiera) | P     | Gonzalo Marinelli       |
| 21 | Argentina (bandiera) | C     | Leonardo Heredia        |
| 22 | Ecuador (bandiera)   | P     | Alexander Domínguez     |
| 23 | Argentina (bandiera) | C     | Christian Bernardi      |
| 24 | Argentina (bandiera) | D     | Guillermo Ortiz         |
| 25 | Argentina (bandiera) | C     | Tomás Chancalay         |
| 27 | Argentina (bandiera) | C     | Pablo Ledesma           |
| 28 | Paraguay (bandiera)  | C     | Marcelo Estigarribia    |
| 30 | Argentina (bandiera) | D     | Germán Conti (capitano) |
| 31 | Argentina (bandiera) | D     | Gonzalo Escobar         |
| 32 | Argentina (bandiera) | A     | Tomás Sandoval          |
| 37 | Argentina (bandiera) | A     | Alan Ruiz               |